# Руйново
Руйново — деревня в Бежецком районе Тверской области. Входит в состав Моркиногорского сельского поселения.

## География
Находится в восточной части Тверской области на расстоянии приблизительно 29 км по прямой на юг-юго-запад от районного центра города Бежецк.

## История
Деревня была отмечена еще на карте 1825 года. В 1859 году здесь (деревня Бежецкого уезда Тверской губернии) было учтено 12 дворов, в 1978 — 14.

## Население
Численность населения: 128 человек (1859 год), 5 (русские 100 %) в 2002 году, 0 в 2010.